# Memecylon polyanthum
Memecylon polyanthum är en tvåhjärtbladig växtart som beskrevs av Hui Lin Li. Memecylon polyanthum ingår i släktet Memecylon och familjen Melastomataceae. Inga underarter finns listade i Catalogue of Life.